# Geoffrey Gaimar
Geoffrey Gaimar (fl. anii 1130), scris și Geffrei sau Geoffroy, a fost un cronicar anglo-normand și traducător din anglo-saxonă în anglo-normandă. 
Opera sa principală, intitulată L'Estoire des Engleis, Istoria englezilor, scrisă în perioada 1136-1140, a fost o cronică în rime, cu măsura de opt silabe, având 6.526 de versuri.